# 四望亭
四望亭位于扬州市四望亭路（美食街）东端街心，是一座八角形建筑，高三层、20米。四望亭始建于南宋，明代重建，保存完好，列为扬州市文物保护单位。